# Bivacco C.A.I. Gorizia
Il bivacco C.A.I. Gorizia è un bivacco situato nel comune di Tarvisio (UD), presso la testata del Vallone di Riobianco, nelle Alpi Giulie, a 1.950m s.l.m.

## Caratteristiche

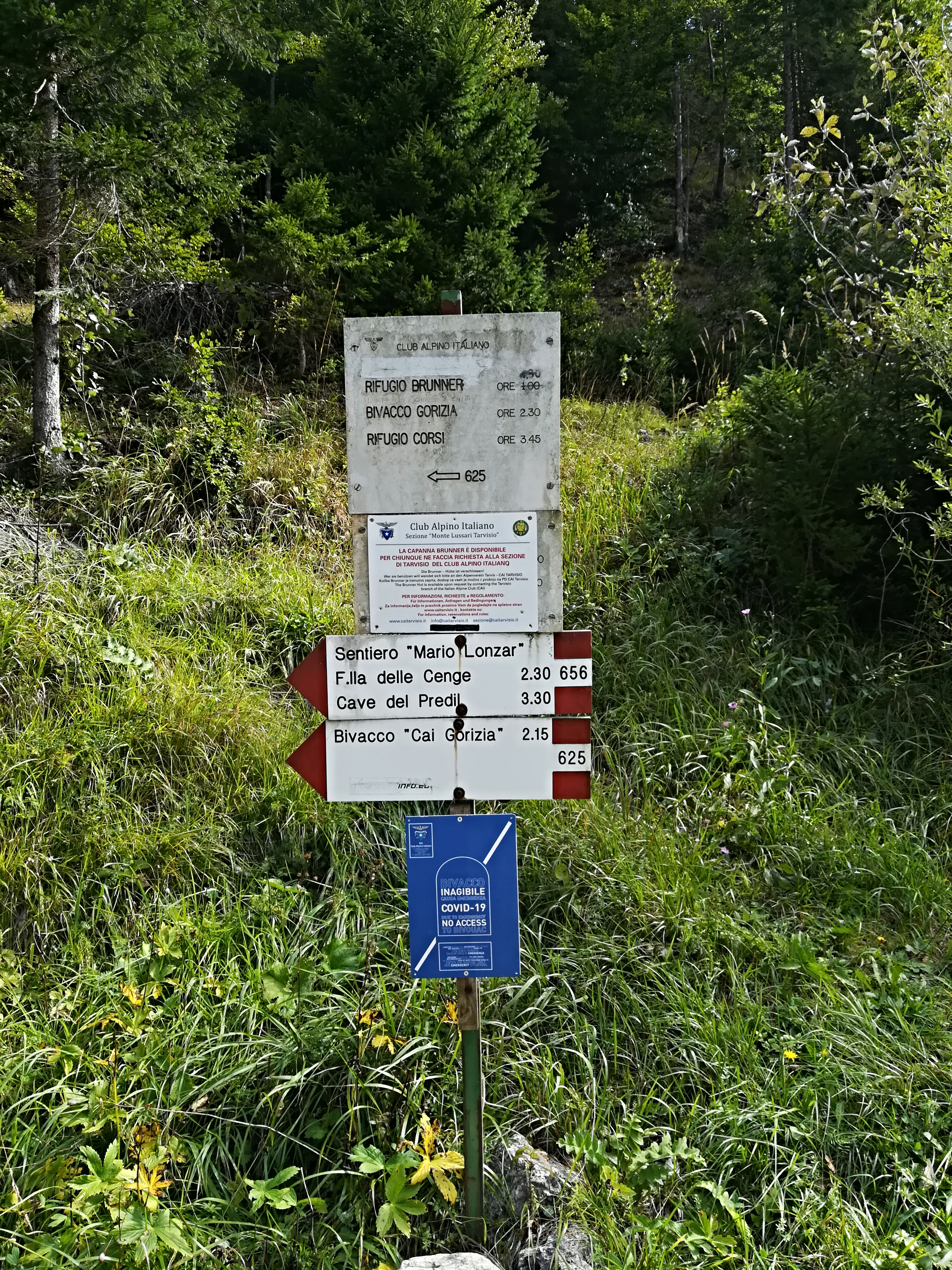
Un segnavia che conduce al bivacco

Il bivacco, una struttura in metallo che dispone di 9 posti letto, fu costruito e inaugurato nel 1967. Il bivacco è di proprietà e gestione della sezione di Gorizia del Club Alpino Italiano. Si può arrivare al bivacco partendo dalla strada Sella Nevea-Cave del Predil seguendo il sentiero 625 fino a destinazione. Accanto alla struttura del bivacco è stato successivamente posto un secondo bivacco metallico, il Ricovero Riobianco che fornisce un'altra decina di posti letto.

## Ascensioni

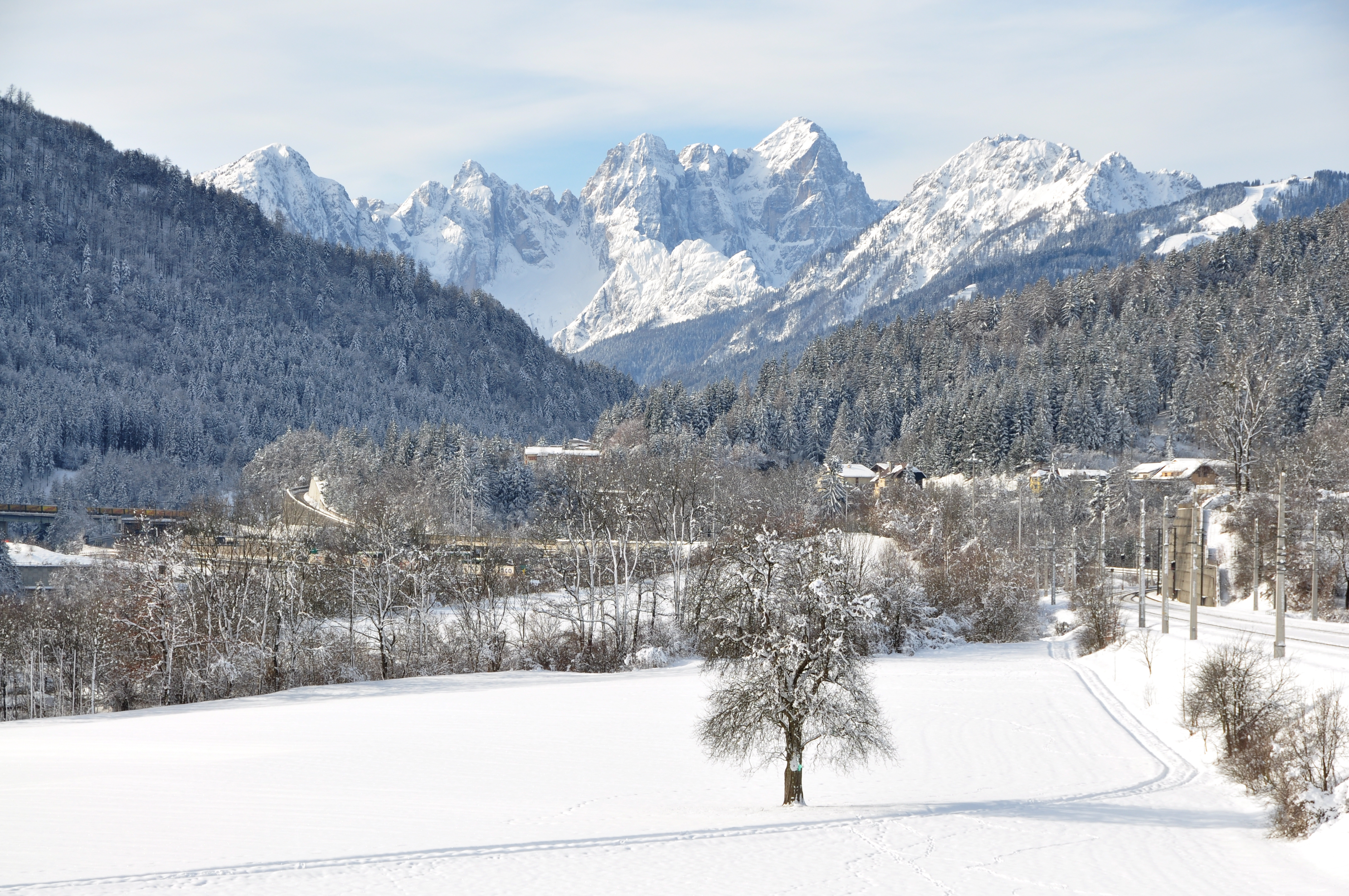
Tra le cime sullo sfondo: Cima alta di Riobianco, Cima del Vallone e Jôf Fuârt

- Cima alta di Riobianco (2.257 m) - passando per la via normale con un dislivello di circa trecento metri in due ore.
- Cima del Vallone (2.371 m)
- Cima Piccola della Scala (2.251 m)
- Vetta Bella (2.049 m)

## Traversate
- Al rifugio Corsi passando per la Forcella del Vallone sul sentiero 625
- Alla Capanna Brunner sul sentiero 625

### Cartografia
- Tabacco, Carte Topografiche Per Escursionisti, scala 1:25.000 n.019 Alpi Giulie Occidentali - Tarvisiano